# Pásková krajka

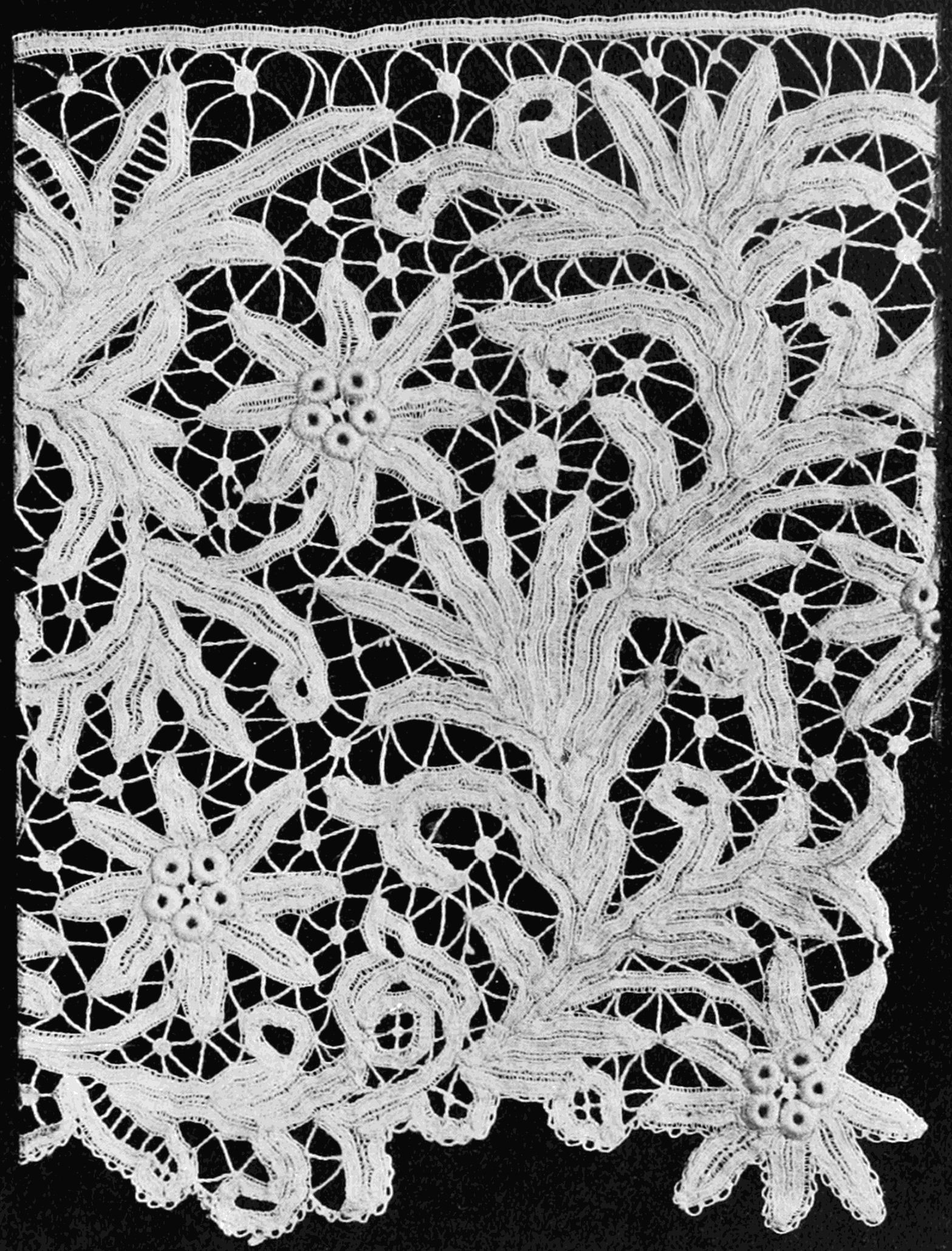
Pásková krajka Renaissance (z roku 1904)

Pásková krajka (angl.: tape lace) je výrobek z pásků (líček), který vzniká tak, že pásky se připevní na podkladovou tkaninu, zformují do určitého vzoru a doplňují nebo kombinují s šitými nebo paličkovanými efekty. Podklad se po dokončení od krajky oddělí.
Pásky se zhotovují většinou strojově tkaním, pletením, háčkováním nebo paličkováním. 

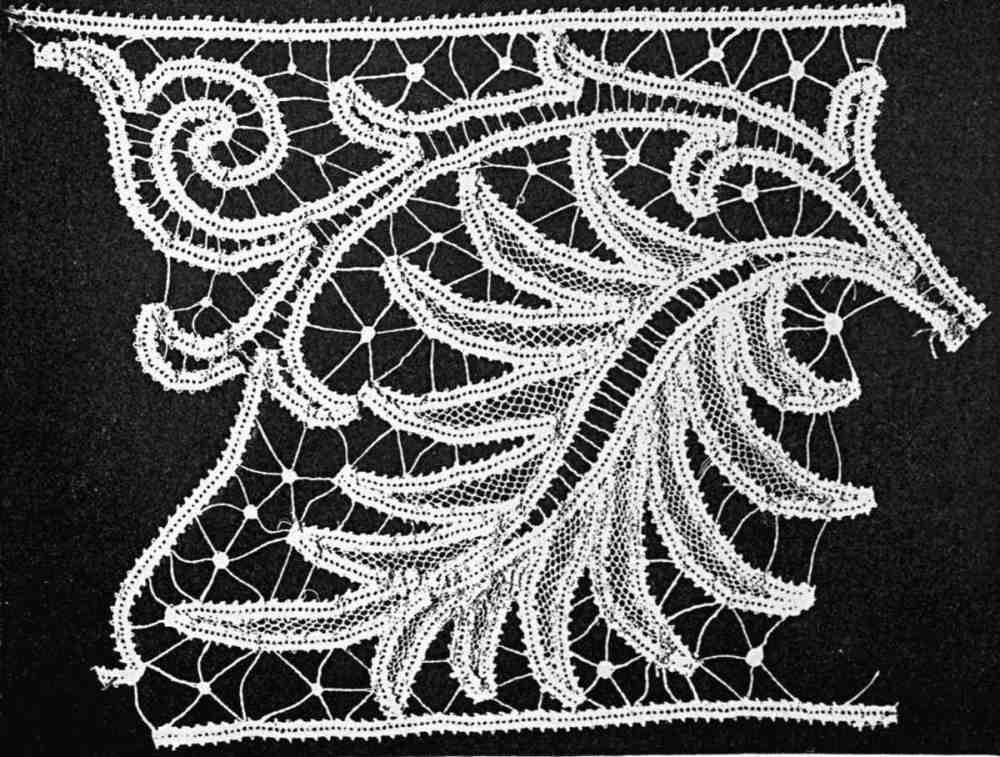
Pásková krajka Battenberg (z roku 1891)

Nejstarší páskové krajky pocházejí ze 17. století. Od té doby vznikla řada druhů krajek s použitím pásků. Patří k nim např. Point Lace, Battenberg, Renaissance, Poor Man's Lace aj.